# سميرة بنت محمد الموسى
عيّنت سميرة بنت محمد بن موسى ال موسى سفيرة دائمة لسلطنة عمان لدى اليونسكو في 29 سبتمبر 2011. كما شغلت منصب نائب رئيس لجنة تنمية الموارد البشرية بمجلس عمان، حيث عملت كعضو في وفد عمان في اليابان لعام 2009.
في يناير 2012، حضرت الموسى برنامج اليونسكو في باريس حول المساهمات العمانية للأدب العالمي كجزء من برنامج «أيام الثقافة العمانية».
أصبحت سميرة بنت محمد بن موسى الموسى سفيرة عُمان ومندوبة دائمة لدى اليونسكو في 29 سبتمبر 2011. وهي حاصلة على درجة الدكتوراه في تعليم الطفولة المبكرة من جامعة جنوب كاليفورنيا في الولايات المتحدة الأمريكية عام 1994. بصفتها سفيرة عُمان لدى اليونسكو، تم انتخابها ممثلة عُمان في المجلس التنفيذي (2015-2019) وتم ترشيحها كرئيس لجنتين من لجانها الفرعية: اللجنة الخاصة للفترة 2015-2017 ، والبرنامج والعلاقات الخارجية (PX) للفترة 2017-2019. كما ترأست لجنة الترشيح خلال المؤتمر العام لليونسكو في عام 2017.
وقبل تعيينها مندوبًا دائمًا لدى اليونسكو، عملت في جامعة السلطان قابوس وعملت عضوًا في مجلس الدولة العماني من عام 2003 إلى عام 2011. وهي رائدة في مجال رعاية الأطفال والتعليم على الصعيدين الدولي والوطني. على الصعيد الدولي، ساهمت في إعداد المبادئ التوجيهية الدولية بشأن التعليم ورعاية الأطفال. على المستوى الوطني، كانت رائدة في برنامج الطفولة المبكرة، وطورت أساليب التدريس الفعالة وربطها بقضايا المجتمع. كانت مديرة مركز رعاية الطفل، تأسست في حرم جامعة السلطان قابوس. شاركت أيضًا بنشاط في سن قوانين حقوق الطفل في سلطنة عمان، وهي رئيس مجلس إدارة مكتبة مسقط العامة للأطفال. أجرت الكثير من الأبحاث واكتسبت خبرة واسعة في مجال التعليم في مرحلة الطفولة المبكرة، وقضايا المرأة والمجتمع، مع خبرة في القيادة والمهارات الإدارية في التخطيط الاستراتيجي، ووضع وتنفيذ المشاريع، ومراجعة البرامج، وتنمية الموارد البشرية، وكذلك المالية التخطيط والميزنة.